# Gustav Halswick
Gustav Halswick (* 1. März 1902 in Köln; † 14. Februar 1974 ebenda) war ein deutscher Polizist in der Zeit des Nationalsozialismus und in der Bundesrepublik Deutschland.

## Leben
Gustav Halswick schloss das juristische Studium 1927 in Köln mit der Promotion ab. 1928 trat er in die SA ein und wechselte Mai 1937 zur SS (SS-Nummer 337.658). Am 30. Dezember 1937 beantragte er die Aufnahme in die NSDAP und wurde rückwirkend zum 1. Mai desselben Jahres aufgenommen (Mitgliedsnummer 5.850.390). Er war Kriminalbeamter im Reichssicherheitshauptamt und führte Unterrichtskurse an der Reichsschule der Sicherheitspolizei durch. Ab Mai 1942 war er im Rang eines SS-Sturmbannführers beim Kommandeur der Sicherheitspolizei und des SD im besetzten Frankreich in Paris eingesetzt. Am 9. November 1942 erhielt er das Kriegsverdienstkreuz 2. Klasse mit Schwertern. Er wurde am 31. Mai 1943 zum Kriminaldirektor befördert.
Halswick wurde 1951 vom Militärgericht in Paris in Abwesenheit wegen Teilnahme an Plünderungen zu zehn Jahren Haft verurteilt.

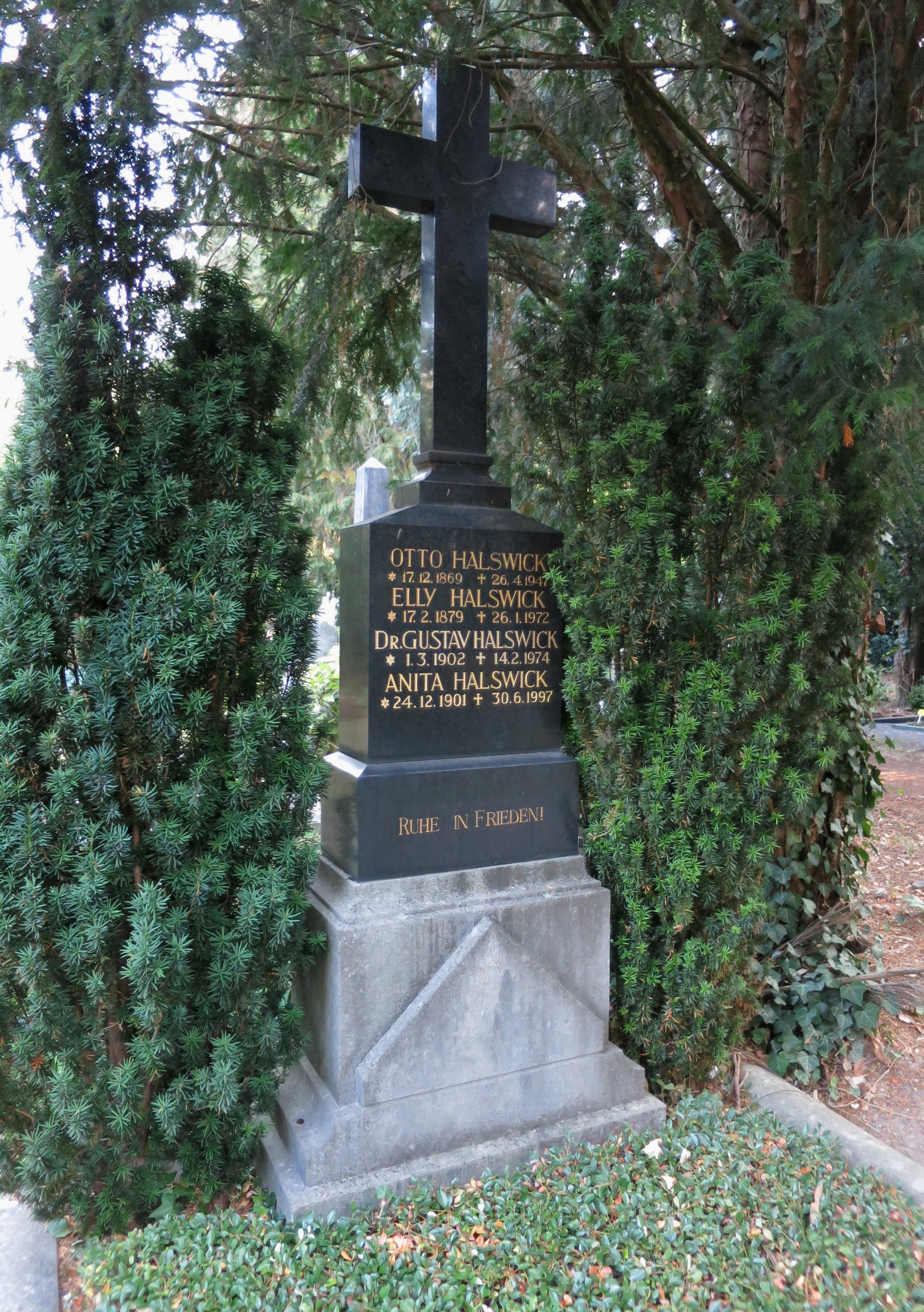
Grab der Familie Halswick

In der Bundesrepublik wurde Halswick 1950 freier Mitarbeiter des Bundesamtes für Verfassungsschutz (BfV). Er gründete 1954 im Auftrag eine Scheinfirma unter dem Decknamen „Dokumentenforschung“. Die Oberfinanzdirektion in Köln war eingeweiht, so dass die Firma nicht durch eine versehentliche Steuerprüfung enttarnt werden konnte. Die Firma beschäftigte von September 1955 an etwa 40 Forscher, die auf diesem Weg sukzessive als Mitarbeiter in das BfV übernommen werden konnten. Halswick arbeitete in der Funktion eines „Sonderbeauftragten“ dem Verfassungsschutzpräsidenten Hubert Schrübbers zu. 1957 wurde er regulär von der Behörde eingestellt.
Halswick wurde von der VVN mittels Unterlagen, die sie vom Ministerium für Staatssicherheit der DDR erhalten hatte, vorgeworfen, vor 1945 als SS-Obersturmbannführer an Kriegsverbrechen in Polen und der Sowjetunion beteiligt gewesen zu sein. Dies führte 1963 zu einer Anfrage des Bundesinnenministeriums bei der Zentralen Stelle der Landesjustizverwaltungen zur Aufklärung nationalsozialistischer Verbrechen. Das letzte Ermittlungsverfahren gegen ihn wegen Geiselerschießungen wurde 1981, 7 Jahre nach seinem Tod, eingestellt.
Seine Grabstätte befindet sich auf dem Kölner Friedhof Melaten (Flur 50).

## Schriften
- Der kaufmännische Lieferschein. Maschinenschrift. Köln, Rechtswiss. Diss. v. 18. Juni 1927